# 苏维埃的故事
苏维埃的故事（英語：The Soviet Story，或译苏联往事）是拉脫維亞導演埃德温·斯努尔於2008年拍攝的纪录片，内容是有关苏联共产主义和1941年以前的苏德合作之分析。
电影采访一系列历史学家如诺曼·戴维斯、鲍里斯·索科洛夫、俄罗斯作家维克多·苏沃洛夫、苏联异议人士弗拉基米尔·布科夫斯基，电影提出弗拉基米尔·列宁和约瑟夫·斯大林认真的贯彻了马克思的学说，德国和苏联在二战前和早期有相近的哲学、政治和组织连结。电影强调马克思主义的阶级斗争理论学说与种族垃圾论、列寧手令、大清洗与乌克兰大饥荒、蘇聯萬人坑、苏德互不侵犯条约、卡廷惨案、盖世太保-内务人民委员部合作、蘇德聯合閱兵、蘇德軸心談判、苏联大规模驱逐和古拉格中的医学实验。

## 电影节和电影奖
电影在以下电影节上映:
- 2008 波士頓電影節, 美國，獲得公众震撼奖（Mass Impact Award）
- 2008 利沃夫電影節（KinoLev Film Festival）- 利沃夫
- 2008 塔林黑夜电影节 – 塔林, 愛沙尼亞
- 2008 Arsenals Film Festival （页面存档备份，存于） - 里加, 拉脫維亞
- 2008 Promitey Film Festival - 第比利斯, 格魯吉亞
- 2008 Baltic Film Festival – 柏林, 德國
- 2009 塞多纳國際電影節 – 塞多纳, 美國
- 2009 Mene Tekel festival - 布拉格, 捷克
- 2009 Politicsonfilm Film Festival - 華盛頓, 美國